# Nesidiolestes ana
Nesidiolestes ana är en insektsart som beskrevs av Gagne och Francis Gard Howarth 1975. Nesidiolestes ana ingår i släktet Nesidiolestes och familjen rovskinnbaggar. Inga underarter finns listade i Catalogue of Life.